# La Habitación Roja
La Habitación Roja es un grupo de pop-rock indie español, originario de la localidad valenciana de La Eliana. Está formado por Jorge Martí (vocalista y guitarra), Pau Roca (guitarra), Marc Greenwood (bajo) y José Marco (batería).

## Historia
Formado en 1994 por Jorge Martí y José Marco, a los cuales se uniría pronto Pau Roca, el bajo fue ocupado hasta el año 2001 por Juanjo Espinosa, año en el que Marc Greenwood lo sustituye, conformándose ya la formación definitiva del grupo.
Con apenas un puñado de conciertos locales y muchas horas de ensayo, en marzo de 1995 graban su primera maqueta, Play Pop Vol. 1, en la que alternan canciones en castellano e inglés emulando a bandas como Lemonheads, R.E.M. o Teenage Fanclub, contando con la producción de Salva y Ángel Sanambrosio, a quién posteriormente dedicarían una canción en su álbum Popanrol. En la grabación de esta maqueta cuentan con la participación de Pau Roca, tocando la guitarra, y de Juanjo Espinosa, al bajo.
Pau y Juanjo pronto pasaron a ser miembros del grupo. Con la formación consolidada, comienzan a mover la maqueta, dando algunos conciertos. A finales de 1995 participaron en el certamen Circuit Rock, patrocinado por la emisora de radio Cadena 100, obteniendo el triunfo junto a otros grupos de la escena valenciana como Ciudadano López y Alternative Scream. Como premio, grabaron un sencillo con dos canciones ("Celia" y "Amanecer"), que fue publicado en 1996.

### Popanrol
En 1997 sale a la luz Popanrol, un primer EP de 7 canciones, con el que inician una gira por la geografía española con resultados discretos. Las siete canciones con las que salen del estudio de grabación comienzan a perfilar una concepción del pop que seduce al sello zaragozano Grabaciones en el Mar.
Finalizada la gira que comparten con el grupo andaluz Cecilia Ann, en diciembre de 1997 entran de nuevo en los Estudios Zero para grabar esta vez su primer disco de larga duración LHR, una colección de 15 canciones de melodías clarividentes que desde el mismo momento en el que el disco se publica en 1998, convierten a La Habitación Roja en uno de los referentes ineludibles del pop-rock independiente del país. La gira de presentación, que se extendió hasta abril de 1999, les llevó a participar en 1998 en algunos festivales españoles como el Festival Internacional de Benicàssim y el BAM de Barcelona.

### Largometraje
Largometraje, su segundo álbum, se publica al año siguiente, un gran disco que con el sencillo Crónico y la larga gira promocional que inician provoca ya, de manera definitiva, la instalación del grupo valenciano entre los destacados de esa temporada. Revistas especializadas como Mondosonoro, programas de radio como Disco Grande o suplementos como El País de las Tentaciones realizan críticas muy positivas de su trayectoria y los sitúan entre los grupos a seguir dentro del indie nacional.
Inmersos en la dinámica de trabajo como banda profesional, se embarcan en una nueva gira, para la que incorporan al teclista Eduardo Martínez, que acabará convirtiéndose en miembro estable del grupo. Tras el verano, Juanjo Espinosa deja su puesto de bajista, siendo sustituido por Mark Greenwood, quien consiguió entrar tras contestar a un anuncio del grupo en prensa buscando a un bajista.

### Radio
La progresión de La Habitación Roja no es ajena a su sello discográfico, que es consciente de las necesidades de un grupo cuyo crecimiento puede desbordarle, y de cara al siguiente álbum toma una decisión sin precedentes en la historia de la independencia española: establecer una alianza con otra compañía discográfica (Astro Discos) para publicar conjuntamente el nuevo trabajo de la banda.
El resultado es Radio, publicado en mayo de 2001, y en el que canciones como El hombre del espacio interior, Un día perfecto o Bona Nit, (una rareza por estar cantada en valenciano), permiten mantener el listón particular en lo más alto. El disco supone la confirmación definitiva del grupo en la escena pop nacional y la constatación de la progresión de la banda, tanto a nivel mediático como a nivel sonoro (es notoria la evolución a lo largo de estos primeros discos, desde el sonido 90's de sus primeras grabaciones, la banda va adquiriendo matices extraídos de sus referencias musicales como The Go-Betweens, Teenage Fanclub o Magnetic Fields, lo que enriquece todavía más el sonido de la banda). La organización del Festival Internacional de Benicassim escoge a La Habitación Roja para acompañar a los norteamericanos Luna en la gira de presentación del festival en 2001. En agosto tocaron en el Festival Internacional de Benicasim como cabezas del cartel nacional ante más de 20000, su mayor triunfo hasta ese momento.

### Metropol
En mitad de la gira, en julio de 2001 y durante un tiempo limitado, el grupo puso en descarga digital gratuita Metropol, un EP con cuatro canciones que sólo se pudo conseguir descargándolo desde la Web.
La gira finaliza y se activan un par de proyectos paralelos. Pau funda junto con Edu y Natalia, de Nosoträsh, un grupo paralelo, Electra, cuyo disco sale al mercado en abril de 2002. Jorge, por su parte, anuncia que también piensa en un proyecto en solitario al que llamará Kubrick. En septiembre de 2002, Edu deja el grupo para continuar con sus estudios.

### 4
En septiembre ocupan los Estudios 54 de Valencia, a las órdenes de Dani Cardona (Unas Sonrisa Terrible) y comienza la grabación de su cuarto disco, al que llaman simplemente "4". Su escueto nombre ya indica en cierta manera la actitud del disco con canciones más guitarreras y desnudas, con pocos teclados (el grupo ha seguido sin teclista tras el abandono de Eduardo Martínez), con melodías distintas en las que la voz tiene un papel importante como lo demuestran los coros, que son más notables, lo que los hace más accesibles para el público; algo que queda patente en su gira. En esta ocasión, Pau firma la mitad de las composiciones.
Poco después La Habitación Roja anunció que había llegado a un acuerdo con Grabaciones en el Mar y con Astro Discos para terminar su relación contractual. Como punto final a dicha relación, publicaron en junio de 2004 Un mundo perdido, un disco recopilatorio que incluyó caras B y rarezas.

### Nuevos tiempos
Tras varios tanteos el grupo firma con el sello Mushroom Pillow. La primera referencia de La Habitación Roja con su nueva discográfica fue un EP de 4 versiones titulado Para ti Vol. 1, un homenaje de la banda a sus grupos favoritos de los ochenta a través de versiones de Paraíso, La Mode, La Dama se Esconde y Los Navajos, publicado en septiembre de 2004 con una tirada limitada a 1000 unidades.
El gran hito vendrá unas semanas después, cuando deciden viajar a Chicago para grabar durante 2 semanas a las órdenes de Steve Albini. Como resultado, en enero de 2005 editan su quinto álbum de estudio, "Nuevos Tiempos", con canciones como "Van a por nosotros", "Nunca ganaremos el Mundial" o "El eje del mal".
Antes de preparar su siguiente álbum, La Habitación Roja se fue a Noruega a grabar y autoproducir algunas canciones que fueron publicadas en mayo de 2006 en el EP "Dirán que todo fue un sueño".

### Cuando ya no quede nada
Cuando ya no quede nada (2007) repite el mismo esquema que el anterior, grabación en Chicago de la mano de Steve Albini, predominio de la guitarra, letras comprometidas y una gran comunión con su público en sus directos. De este disco se extraen dos EP a posteriori, Posidonia y Esta no será otra canción de amor, que ahondan todavía más en los lugares comunes de la banda.
El 21 de junio de 2008, durante la celebración del Día de la Música, La Habitación Roja dio un concierto especial en Valencia en el que interpretaron las canciones del disco Unknown pleasures de Joy Division con motivo de la presentación de la edición en castellano del libro "Touching from a distance" dedicado a Ian Curtis, actuación que volvieron a repetir el 31 de marzo de 2009, esta vez en la Sala Moby Dick de Madrid, con motivo del estreno en cines el 8 de abril de "Control", película sobre Ian Curtis y Joy Division dirigida en 2007 por Anton Corbijn.

### Universal
Tras varios retrasos en los planes (la grabación se inició en mayo de 2009), en febrero de 2010 fue publicado en CD y en vinilo Universal, séptimo disco de La Habitación Roja, producido por Marcos Collantes , mezclado por Carlos Hernández y grabado en el estudio Tigruss en Gandía por Marc Greenwood y Jordi Sapena. Universal supuso la vuelta a un sonido menos crudo tras los dos discos grabados con Steve Albini.
Antes de Navidad, en diciembre de 2010, La Habitación Roja volvió a poner, esta vez en la Web de la revista Rolling Stone España, una nueva canción en descarga gratuita, Volver a casa.

### Para ti – Volumen 2
La Habitación Roja comenzó el año 2011 como terminó 2010, dando conciertos. Pero entre enero y febrero hicieron una pequeña pausa para la preparación de las canciones de la segunda entrega de sus EP de versiones. Para ti – Volumen 2 contiene ocho versiones en castellano y una en catalán (de Lluís Llach), en su mayoría de grupos españoles de los años 80 y alguno de los 90, como la de Señor Chinarro, con quien comparten discográfica.

### Fue eléctrico
Tras este disco de versiones publican Fue eléctrico. Grabado en noviembre de 2011, en los estudios Ultramarinos Costa Brava de Sant Feliu de Guíxols (Gerona) y producido por Santi García, la banda vuelve a ser quinteto gracias a la incorporación de Jordi Sapena. Si en Universal había predominio de guitarras acústicas, aquí mandan las eléctricas: «Queríamos hacer un disco en el que cualquiera de las canciones sirviera para empezar un concierto» (Jorge Martí).

### La moneda en el aire
Fueron ganadores del premio UFI a la mejor canción de 2012 y el premio mexicano IMAS al mejor grupo español del año.
La moneda en el aire (2014) contiene algunas de las mejores canciones de la carrera de La Habitación Roja. Hay himnos como Si tú te vas, emotiva canción en la que colabora Tim Lewis (Spiritualized) al piano, o De cine, llamada a ser el punto álgido de los conciertos de la gira del disco.

### Sagrado Corazón
Después de La moneda al aire, el nuevo disco de estudio de La Habitación Roja lleva el nombre de Sagrado Corazón (2016) y se editó con el sello Mushroom Pillow. Según el propio grupo: «La luz, el sol, el calor, la amistad, nuestra tierra y el amor son los ejes principales de un disco que es un canto a las cosas buenas y valiosas de la vida pero también un lamento provocado por la pérdida o la añoranza de estas mismas cosas.» 

## Discografía

### Álbumes
- La Habitación Roja (1998)
- Largometraje (1999)
- Radio (2001)
- 4 (2003)
- Nuevos tiempos (2005)
- Cuando ya no quede nada (2007)
- Universal (2010)
- Fue eléctrico (2012)
- La moneda en el aire (2014)
- Sagrado corazón (2016)
- Memoria (2018)
- Años Luz (2021)
- Años luz II (2021)
- Crear (2024)

### EP, singles y mini-CD
- Popanrol (1997)
- Mi habitación (1999)
- Crónico (2000)
- Eurovisión (2001)
- Ciudad dormitorio (2001)
- Metropol (2002)
- El hombre del espacio interior (2001)
- Un día perfecto (2001)
- La edad de oro (2002)
- Cuando te hablen de mi (2003)
- Para ti Vol. 1(2005)
- El eje del mal (2006)
- Dirán que todo fue un sueño (2006)
- Posidonia (2007)
- Esta no será otra canción de amor (2008)
- Febrero (2010)
- Para ti Vol.2 (2011)

### Otros
- Un mundo perdido (recopilación de caras B) (2004)
- 20 años de canciones: 1995 - 2015 (recopilatorio de singles y tema inédito) (2015)